# Stanovy
Stanovy jsou základní ustavující dokument některých typů právnických osob, zejména spolku, akciové společnosti, družstva nebo politické strany, u kterých jsou stanovy důležitou podmínkou při jejich vzniku zápisem do veřejného rejstříku nebo jiné registraci. Určují především název dané právnické osoby, její sídlo a základní organizační strukturu.

## Stanovy spolku
Obsah stanov spolku určuje v českém právu občanský zákoník. Podle tohoto zákona schvalují stanovy zakladatelé na ustavující schůzi spolku a musí být poté uloženy v úplném znění v jeho sídle. Obsahují alespoň následující údaje:
1. název, odlišující jej od jiné právnické osoby, a sídlo spolku,
2. účel spolku,
3. práva a povinnosti členů vůči spolku, popřípadě určení způsobu, jak jim budou práva a povinnosti vznikat,
4. určení statutárního orgánu, a to zda je kolektivní (výbor) nebo individuální (předseda),
5. příp. též nejvyšší orgán spolku (jinak je jím členská schůze).

## Stanovy politické strany
Obsah stanov politické strany (či politického hnutí) určuje v českém právu zejména zákon o sdružování v politických stranách a v politických hnutích. Schvaluje je nejméně tříčlenný přípravný výbor strany nebo hnutí. Stanovy politické strany musí obsahovat:
1. název a zkratku strany nebo hnutí, lišící se od názvu nebo zkratky jiné právnické osoby už v Česku zaregistrované,
2. sídlo strany nebo hnutí,
3. programové cíle strany nebo hnutí,
4. práva a povinnosti členů strany nebo hnutí,
5. ustanovení o organizačních jednotkách, pokud budou zřízeny,
6. orgány včetně orgánů statutárních, rozhodčích a revizních, způsob jejich ustavování a vymezení jejich oprávnění,
7. způsob, jakým statutární orgány strany nebo hnutí jednají a podepisují, případně zda tak mohou činit i jiní členové či pracovníci,
8. zásady hospodaření strany nebo hnutí,
9. způsob stanovení členských příspěvků, jsou-li předepsány,
10. způsob, jakým bude naloženo s majetkem strany nebo hnutí v případě zániku.

Stanovy splňující tyto podmínky musí být přiloženy už k návrhu na registraci strany nebo hnutí.